# Grzegorz Marek Poznański
Grzegorz Marek Poznański (ur. 9 marca 1971 w Warszawie) – polski dyplomata, urzędnik państwowy; ambasador w Estonii (2010–2014), dyrektor Generalny Stałego Sekretariatu Rady Państw Morza Bałtyckiego w Sztokholmie (2020–2024).

## Życiorys
Ukończył studia w Instytucie Stosunków Międzynarodowych Uniwersytetu Warszawskiego. Studiował także w Szanghaju, Pekinie, Tajpej, Akademii Obrony Narodowej i Krajowej Szkole Administracji Publicznej. Absolwent kursu Organizacji Narodów Zjednoczonych nt. rozbrojenia (UN Disarmament Fellowship).
W 1997 rozpoczął pracę w Ministerstwie Spraw Zagranicznych, specjalizując się w tematyce bezpieczeństwa międzynarodowego, rozbrojenia, nieproliferacji i kontroli eksportu. Pod odbyciu aplikacji dyplomatyczno-konsularnej, od 1998 do 2000 zajmował się nieproliferacją w Departamencie Polityki Bezpieczeństwa (DPB), a od 2001 do 2002 rozbrojeniem w Departamencie ds. Politycznych ONZ. W latach 2002–2006 pracował w Stałym Przedstawicielstwie RP przy Biurze ONZ w Genewie. W latach 2007–2008 członek Grupy Ekspertów Rządowych ONZ ds. rakiet. W 2007 został naczelnikiem Wydziału Nieproliferacji BMR DPB i zastępcą dyrektora DPB,  a w 2008 dyrektorem Biura Bezpieczeństwa Dyplomatycznego. Od 2010 do 31 lipca 2014 Ambasador RP w Estonii. W latach 2015–2016 zastępca dyrektora Departamentu Polityki Europejskiej, a następnie dyrektor Departamentu Polityki Bezpieczeństwa (2016). W latach 2016–2017 doradca w Biurze Dyrektora Generalnego. W latach 2017–2020 zastępca ambasadora RP na Litwie. W latach 2020–2024 Dyrektor Generalny Sekretariatu Rady Państw Morza Bałtyckiego w Sztokholmie. 13 stycznia 2025 objął kierownictwo Ambasady RP w Wilnie jako chargé d’affaires. 
Uczestnik wielu konferencji, seminariów i spotkań dotyczących bezpieczeństwa międzynarodowego, rozbrojenia i nieproliferacji. Brał udział w polsko-amerykańskich negocjacjach umowy o budowie tarczy antyrakietowej.
Uprawiał wyczynowo szermierkę (szpada, floret) w CWKS Legia Warszawa, współzałożyciel i instruktor Polskiego Klubu Szermierczego w Warszawie.
Posługuje się językami: angielskim, rosyjskim i chińskim.

## Odznaczenia
- Order Krzyża Ziemi Maryjnej I klasy (Estonia, 2014)[9]
- Krzyż Zasługi II klasy Ministerstwa Obrony Republiki Estońskiej (Estonia, 2014)[10]
- Odznaczenie za Wybitną Służbę Sił Zbrojnych Estonii